# Vlag van South Carolina
De vlag van South Carolina bestaat uit een blauw veld met in het midden een witte palm en in de linkerbovenhoek een gestileerde weergave van een metalen nekbeschermer voor mensen of paarden.
De vlag — minus de palmboom — is waarschijnlijk ontworpen voor gebruik door troepen uit South Carolina die in de Amerikaanse Onafhankelijkheidsoorlog tegen het Verenigd Koninkrijk vochten. Het blauw is afgeleid van de kleur van hun uniformen en de nekbeschermer van het embleem op hun hoofddeksels. De blauwe kleur en de nekbeschermer gaan echter al terug naar minstens 1765, toen zij op een banier geplaatst werden die gebruikt werd door activisten tegen de Stamp Act. De vlag zonder palmboom zou tot aan de Amerikaanse Burgeroorlog onofficieel als statelijke vlag gebruikt worden, vaak met het woord Liberty ("Vrijheid") in blauwe hoofdletters in de nekbeschermer.

De 'Liberty-vlag'

De huidige vlag werd aangenomen op 28 januari 1861 en werd doorheen de jaren nog verscheidene keren geredesigned. Ruim een maand later scheidde South Carolina zich als eerste staat van de Verenigde Staten af (later zou South Carolina zich bij de Geconfedereerde Staten van Amerika aansluiten en aan de Geconfedereerde zijde strijden in de Amerikaanse burgeroorlog). Bij die gelegenheid werd een palmboom op de vlag geplaatst, die verwijst naar de verdediging van het van palmboomhout gebouwde Fort Moultrie in juni 1776 tijdens de Amerikaanse Onafhankelijkheidsoorlog. De palmboom symboliseert de verdedigende krachten van de staat, evenals de nekbeschermer (die vaak foutief voor een halve maan wordt aangezien).
| Vexillologisch symbool voor een buiten gebruik gestelde vlag | Vexillologisch symbool voor een buiten gebruik gestelde vlag | Vexillologisch symbool voor een buiten gebruik gestelde vlag |